# Christopher Dorner
Christopher Jordan Dorner (New York, 11 settembre 1979 – Angelus Oaks, 12 febbraio 2013) è stato un poliziotto e criminale statunitense.
Ex agente della polizia di Los Angeles, tra il 3 e il 12 febbraio 2013 commise una serie di sparatorie nelle contee californiane di Orange, Los Angeles e Riverside, contro agenti delle forze dell'ordine e la figlia di un capitano di polizia in pensione, per un bilancio totale di quattro morti e tre feriti. Dorner si tolse la vita il 12 febbraio nel corso di una sparatoria contro agenti appartenenti al Dipartimento dello sceriffo della contea di San Bernardino che lo avevano circondato in un rifugio tra le montagne della medesima contea. 

## Biografia
Christopher Dorner nacque a New York e crebbe nel sud della California. Frequentò la Cypress High School di Cypress, dalla quale si diplomò nel 1997, iscrivendosi poi alla Southern Utah University, dove si laureò nel 2001 in scienze politiche, con una specializzazione secondaria in psicologia.
Come lui stesso dichiarò, durante l'infanzia fu sempre l'unico studente afroamericano nelle scuole che frequentò, dalla prima elementare alla seconda media, costantemente vittima di bullismo razzista. Giunto all'adolescenza, Dorner decise di diventare un ufficiale di polizia entrando in un programma giovanile proposto dal dipartimento di polizia di La Palma, dove viveva al momento delle sparatorie. I vicini lo hanno descritto come una persona di una famiglia perbene, stimata e benvoluta, pur conducendo sempre una vita appartata. Era stato sposato e aveva due figli. Sua moglie chiese il divorzio nel 2007.

### Carriera militare come riservista della US Navy
Entrato nella vita militare, Dorner divenne ufficiale riservista della marina militare statunitense. Nel 2002 comandò un'unità di sicurezza presso la Naval Air Station Fallon, in Nevada, in forza a un'unità di guerra sottomarina mobile da giugno 2004 a febbraio 2006, mentre dal novembre 2006 all'aprile 2007 fu dispiegato in Bahrein con il gruppo costiero Riverine Two. Dorner fu congedato con onore dalla riserva il 1º febbraio 2013 con il grado di tenente.
Nel 2002, durante l'addestramento da pilota presso la Vance Air Force Base, Dorner e un suo compagno di corso trovarono una borsa contenente quasi 8 000 dollari  appartenenti alla vicina chiesa Enid Korean Church of Grace di Enid, in Oklahoma. I due consegnarono i soldi alla polizia. Alla domanda sul perché avesse riconsegnato il denaro, Dorner rispose che "La vita militare insegna l'integrità [...] C'erano diverse migliaia di dollari, se le persone sono disposte a donarli ad una chiesa, deve essere abbastanza importante per loro". Al riguardo affermò inoltre che sua madre gli trasmise l'importanza dell'onestà e dell'integrità. Durante il suo servizio come riservista, gli fu attribuito un nastrino al merito per la precisione al tiro con fucile e uno al tiro con pistola, riconoscimenti che la Guardia Nazionale statunitense assegna a chiunque completi i corsi di formazione al tiro con un punteggio superiore alla media.

### L'arrivo al Dipartimento di polizia di Los Angeles
Durante il suo periodo come riservista della marina, Dorner entrò nel Dipartimento di Polizia di Los Angeles (LAPD). Iniziò l'accademia nel 2005, diplomandosi nel 2006. Poco dopo, il suo periodo di agente in prova fu interrotto dalla chiamata militare per il dispiegamento in Bahrein. Al suo ritorno dal servizio, nel luglio 2007, fu messo in coppia con l'addestratrice Teresa Evans per completare il suo periodo di prova. Secondo il quotidiano Los Angeles Times, Evans affermò che il primo giorno in cui Dorner lavorò con lei, le disse di aver pianificato di far causa al LAPD una volta completato il periodo di prova, spinto da come il dipartimento aveva risposto a proteste che aveva precedentemente avanzato contro alcuni suoi compagni di corso.

#### Accuse contro l'addestratrice
Il 28 luglio 2007 Dorner ed Evans risposero ad una chiamata al Doubletree Hotel di San Pedro, in merito a disordine pubblico causato da Christopher Gettler, malato di schizofrenia con una forma grave di demenza. Il giorno successivo, Dorner presentò un rapporto in cui affermava che Evans aveva praticato un uso eccessivo della forza nel trattamento di Gettler, accusandola di aver dato due calci al petto e una in volto all'uomo mentre era ammanettato e steso a terra.
La LAPD indagò sul caso, esaminando l'accusa contro Evans e la veridicità del rapporto attraverso un comitato di revisione interno composto da tre membri, due capitani del LAPD e un avvocato difensore. Durante le indagini, durate sette mesi, Evans fu assegnata a compiti d'ufficio e non le venne permesso di guadagnare denaro al di fuori del suo lavoro con il dipartimento di Los Angeles. A ricoprire il ruolo di avvocato di Dorner durante questo periodo fu l'ex capitano della LAPD Randal Quan.
Il comitato di revisione ascoltò numerose testimonianze. Tre impiegati dell'hotel, che assistettero alla "maggior parte" dell'incidente, affermarono di non aver visto Evans dare calci a Gettler. Christopher Gettler, che venne portato alla stazione di polizia per ricevere cure mediche per lesioni alla sua faccia, non menzionò di essere stato preso a calci in quella occasione. Secondo suo padre, più tardi lo stesso giorno, il figlio disse che era stato preso a calci da un agente, quindi lo testimoniò all'udienza disciplinare di Dorner. In un'intervista filmata con l'avvocato di Dorner, Gettler dichiarò di essere stato preso a calci in faccia da un agente di polizia donna il giorno e nel luogo in questione; tuttavia, le sue risposte agli interrogatori furono descritte come "in generale, incoerenti e non soddisfacenti". L'inchiesta si concluse sottolineando che non vi fu alcun calcio e, in seguito, che Dorner mentì.

#### Risoluzione e ricorso fallito
Nel 2008 Dorner venne licenziato dal LAPD per aver falsificato dichiarazioni nel rapporto dal lui stilato e nella testimonianza contro l'addestratrice Evans. Quan dichiarò che il suo assistito fu trattato ingiustamente, diventando un capro espiatorio. Dorner fece appello alla decisione presentando un mandato alla corte superiore della contea di Los Angeles. Il giudice David Yaffe scrisse che era "incerto se l'agente [Evans] avesse preso a calci l'indagato o no", ma tuttavia confermò la decisione del Dipartimento di licenziare Dorner. Yaffe decretò che avrebbe presunto che le accuse del LAPD, secondo cui il rapporto di Dorner era falso, erano valide, sebbene ammettendo di non poter accertare se il rapporto su Evans fosse effettivamente falso. Irritato, Dorner urlò incredulo alla fine dell'udienza: "Ho detto la verità! Com'è possibile che succeda questo?".
Dorner fece appello alla Corte d'appello della California, che il 3 ottobre 2011 confermò la sentenza precedente. Secondo la legge della California, le indagini amministrative (in questo caso dal LAPD) godono della presunzione di correttezza e il ricorrente (in questo caso Dorner) ha l'onere di provare l'erroneità degli stessi. La corte d'appello concluse che il LAPD aveva prove sostanziali per concludere che Dorner non fosse credibile nelle sue accuse contro Evans.

### La pubblicazione del "manifesto"
All'inizio del febbraio 2013, contemporaneamente all'inizio della serie di sparatorie di vendetta, Dorner pubblicò un messaggio dettagliato sulla sua pagina Facebook, raccontando la sua storia, le motivazioni e i suoi piani. Questo post di 11 000 parole divenne noto come "manifesto".
Secondo quanto riferito, il manifesto dichiarò "guerra non convenzionale e asimmetrica" contro il Dipartimento di polizia di Los Angeles (LAPD), le loro famiglie e le persone a loro legate, a meno che il LAPD non ammettesse pubblicamente di averlo licenziato per aver denunciato l'uso eccessivo della forza della sua addestratrice. Dorner elencò i nomi di 40 agenti delle forze dell'ordine che era pronto a uccidere, dichiarando: "So che la maggior parte di voi che mi conosce personalmente sono increduli nel sentire dai media che sono sospettato di aver commesso omicidi così orrendi e di aver intrapreso azioni drastiche e scioccanti negli ultimi due giorni. Sfortunatamente, questo è un male necessario che non mi dà piacere, ma devo farlo e portarlo a termine affinché avvengano cambiamenti sostanziali all'interno del LAPD e redimere il mio nome. Il dipartimento non è cambiato dai tempi di Rampart e Rodney King. È peggiorato". Dorner chiese ai giornalisti di perseguire "la verità", sottolineando specifiche pratiche investigative da seguire ai sensi del Freedom of Information Act, affermando anche che alcune "prove video" fossero state inviate a più agenzie di stampa.
Il 9 febbraio 2013, in risposta al manifesto di Dorner e all'inizio dei fatti di sangue, il comandante del LAPD Charlie Beck lo informò attraverso i media che ci sarebbe stata una revisione del caso disciplinare che aveva portato al suo licenziamento, dichiarando che i funzionari avrebbero riesaminato le accuse secondo cui la sua carriera nelle forze dell'ordine era stata distrutta da colleghi razzisti.

## Cronologia delle uccisioni e della caccia all'uomo
La serie di omicidi iniziò con un pacco, contenente tutte le sue critiche al dipartimento, inviato ad Anderson Cooper e giunto alla CNN il 1º febbraio 2013. Dopo i primi omicidi, le minacce descritte nel suo manifesto indussero le forze dell'ordine a organizzare una caccia all'uomo che si estese in tutta la California, in Nevada e in Messico. In vista di ciò, il LAPD stabilì sorveglianze individuali per oltre 40 potenziali obiettivi e assegnò migliaia di poliziotti a pattugliare le autostrade della California meridionale, eliminando le pattuglie in motocicletta per garantire più protezione agli agenti.

### Febbraio
1 febbraio
Anderson Cooper ricevette un pacco nel suo ufficio con un DVD contenente le informazioni del caso Dorner.
3 febbraio
Durante le ore serali a Irvine, Monica Quan, 28 anni, figlia di Randal Quan, l'ex avvocato di Dorner, e il suo fidanzato Keith Lawrence, 27 anni, un ufficiale di sicurezza pubblica del campus per l'Università della California meridionale, vennero uccisi a colpi d'arma da fuoco mentre si trovavano all'interno della Kia Optima bianca di Lawrence fuori dal loro condominio.
4 febbraio
Dorner pubblicò il suo "manifesto", affermando che il movente dietro sparatoria fosse riabilitare il suo nome.
5 febbraio
Secondo fonti militari, Dorner si registrò all'ingresso della Naval Base Point Loma di San Diego, facendo il check-in secondo regolamento, saltando però le procedure al momento del check-out.
6 febbraio
Un nuovo messaggio su Facebook di Dorner nominava Randal Quan e la sua famiglia come obiettivi. A seguito dell'evento, la polizia lo mise al primo posto nella lista dei sospettati per l'omicidio dei due giovani. Nel "manifesto" Dorner aveva accusato Quan di favoreggiamento, asserendo che l'ex avvocato avesse posto gli interessi del dipartimento di polizia prima dei suoi, suo cliente. In aggiunta, Dorner stilò anche un elenco di nomi di agenti, e delle specifiche azioni da loro commesse per vendicarsi di lui. Questi nomi vennero poi oscurati dai media su richiesta delle forze dell'ordine, che avevano espresso preoccupazioni per la sicurezza degli agenti.
7 febbraio
Due agenti della polizia di Los Angeles vennero assegnati alla protezione di un loro collega, considerato potenziale obiettivo di Dorner. Mentre si stavano dirigendo verso il punto di appostamento un autista, R. L. McDaniel, li fermò attorno all'una di notte riferendo di aver visto un uomo simile alla descrizione di Dorner in una stazione di servizio a Corona. Gli agenti decisero di seguire la pista. Trovato e identificato il pick-up segnalato da McDaniel, cominciarono a seguirlo, fino a quando il guidatore accostò, scese e aprì il fuoco con un fucile contro di loro, sfiorando la testa di uno degli agenti.
Una ventina di minuti dopo la sparatoria a Corona, due agenti del vicino Dipartimento di Polizia di Riverside caddero in un'imboscata mentre sostavano con la volante ad un semaforo rosso. Uno degli agenti, Michael Crain, morì poco dopo; l'altro agente fu portato d'urgenza in un ospedale nelle vicinanze in condizioni critiche, in seguito ad un intervento chirurgico le sue condizioni si stabilizzarono e sopravvisse.
Circa un'ora e 25 minuti dopo la sparatoria di Riverside, alle 3 circa, un uomo corrispondente alla descrizione di Dorner cercò di rubare una barca a San Diego, dicendo al comandante che avrebbe portato la barca in Messico. Quello stesso giorno venne presentata una denuncia penale federale contro Dorner per la sua presunta fuga dalla California per evitare il processo.
Ore dopo, i rottami in fiamme del veicolo di Dorner, un pick-up Nissan Titan del 2005 grigio scuro, furono trovati da un abitante locale, Daniel McGowan, vicino a Big Bear Lake, distanti circa 130 km da Los Angeles. Gli investigatori si sparpagliarono per cercare Dorner nell'area circostante e circa 125 agenti andarono di porta in porta. Tutte le scuole del distretto scolastico di Bear Valley furono poste in stato di emergenza.
9 febbraio
La CNN riferì che il dipartimento di polizia di Los Angeles stava riaprendo le indagini sul licenziamento di Dorner, in modo da rassicurare il pubblico.
10 febbraio
Le autorità offrirono una ricompensa di un milione di dollari per chiunque avesse avuto informazioni che avrebbero permesso di catturare Dorner. Per la prima volta, le azioni di Dorner vennero descritte come una forma di "terrorismo interno". A questo punto, la polizia era convinta che Dorner si stesse nascondendo da qualche parte nelle montagne di San Bernardino. Un veicolo aereo senza pilota fu impiegato come aiuto alla ricerca, con i timori che Dorner si sarebbe diretto verso il confine messicano.
Più tardi nel corso della giornata, un negozio della catena Lowe's a Northridge venne evacuato sulla base dei rapporti di un possibile avvistamento di Dorner.
11 febbraio
Il procuratore distrettuale di Riverside presentò accuse formali contro Dorner per l'omicidio di un agente e il tentato omicidio di altri tre.
12 febbraio
In seguito ad una segnalazione la polizia fece irruzione in un hotel a Tijuana, in Messico, per il sospetto che Dorner si trovasse all'interno. Le autorità scoprirono anche vari filmati di sorveglianza che mostravano Dorner mentre acquistava attrezzatura subacquea in un negozio di articoli sportivi a Torrance.
Un messaggio pubblicato il nell'account Twitter dell'ufficio del procuratore distrettuale della contea di San Bernardino diceva:
Il tweet venne rimosso dopo poche ore.

### Lo scontro finale nella baita di montagna
Il 12 febbraio gli agenti del dipartimento dello sceriffo della contea di San Bernardino risposero alla segnalazione di un furto di un pick-up Dodge bianco alle 12:22 e iniziarono a cercare il veicolo sia con forze a terra sia dall'alto tramite supporto aereo. Gli agenti della polizia forestale della California furono i primi ad avvistare il veicolo rubato e riconobbero Dorner alla guida. Da quel momento, vari agenti di diversi dipartimenti lo inseguirono fino ad una baita di montagna vicino al Big Bear Lake.
Dorner, rifugiatosi all'interno dell'abitazione, aprì il fuoco su due agenti, colpendo entrambi. Gli agenti vennero trasferiti in elicottero all’ospedale dell'università di Loma, dove il detective Jeremiah MacKay, uno dei due agenti colpiti, venne dichiarato morto all'arrivo.
Il dipartimento dello sceriffo confermò ai media che Dorner si era barricato all'interno di una baita vicino al centro di comando allestito per rintracciarlo, in una zona rurale montuosa a nord-est di Angelus Oaks e che l'edificio era circondato dalle forze dell'ordine. Il Los Angeles Times riferì la possibile presenza di ostaggi all'interno della struttura. Per evitare la morte di civili, venne istituito un perimetro di azione intorno alla baita e venne ordinato ai tutti i civili residenti nelle zone limitrofe di non uscire di casa.
La polizia inizialmente tentò di costringere Dorner a uscire con la forza dalla baita, usando gas lacrimogeni e chiedendogli con altoparlanti di arrendersi. Dorner non diede risposta, la polizia utilizzò così un veicolo da demolizione per abbattere la maggior parte dei muri dell'edificio, lanciando bombole pirotecniche di gas lacrimogeno e provocando conseguentemente l'incendio della baita. Tali dispositivi vengono soprannominati "burners" (bruciatori), poiché il calore generato dalla reazione pirotecnica del più potente gas lacrimogeno in essi contenuto spesso provoca fiamme al contatto con gli oggetti. Poco dopo, un singolo colpo di arma da fuoco venne sentito provenire dalla baita. Mentre il fuoco continuava a divorare la struttura, le munizioni all'interno della casa cominciarono a detonare, rendendo pericoloso per gli agenti tentare di domare le fiamme. Vi sono opinioni contrastanti degli esperti delle forze dell'ordine sull'opportunità di usare dispositivi pirotecnici per porre fine alla situazione di stallo, invece di aspettare l'uscita dalla baita di Dorner.

### La ricerca del corpo e la morte di Dorner
Durante la sera dello stesso giorno, la polizia di Los Angeles e l'ufficio dello sceriffo della contea di San Bernardino negarono che un corpo ritenuto essere quello di Dorner fosse stato ritrovato nell'abitazione incendiata. In una conferenza stampa, il comandante della polizia Andrew Smith dichiarò che nessun corpo era stato prelevato dalla baita, aggiungendo che le voci su un corpo identificato erano false in quanto la struttura aveva "temperature troppo elevate per entrare".
Il 13 febbraio venne confermato il ritrovamento di resti umani all'interno della baita. Tra le macerie venne trovato un portafogli con una patente della California con il nome "Christopher Dorner". Lo stesso giorno, lo sceriffo della contea di San Bernardino John McMahon contestò le voci secondo cui gli agenti appiccarono le fiamme intenzionalmente. Venne rivelato che agenti avevano bussarono alla porta della casa durante le loro ricerche, ma non ricevendo risposta, se ne andarono.
Il 14 febbraio i medici legali confermarono che il corpo carbonizzato prelevato dalla baita era quello di Cristopher Dorner.
Il giorno seguente, l'ufficio dello sceriffo annunciò che l'autopsia aveva dimostrato che a causare la morte di Dorner fu una singola ferita da arma da fuoco alla testa, con prove a favore del suicidio. Nella stessa conferenza stampa, lo sceriffo John McMahon negò nuovamente che gli agenti appiccarono il fuoco volontariamente. Il capitano del dipartimento dello sceriffo, Gregg Herbert, che aveva guidato le operazioni contro Dorner, affermò che le granate di gas lacrimogeno pirotecnico erano l'ultima risorsa, affermando che quella fosse l'unica opzione disponibile e che tutti gli agenti erano a conoscenza delle conseguenze che quei dispositivi potevano causare.

## Identificazioni errate di Dorner
Nelle prime ore del mattino del 7 febbraio 2013, la polizia aprì il fuoco in due diverse occasioni su persone estranee a Dorner, che non era presente in nessuna delle sparatorie

### La prima sparatoria contro Hernandez e Carranza
Verso le 5:30 del mattino, almeno sette agenti della polizia del LAPD che proteggevano un agente nel blocco 19 500 di Redbeam Street nella città di Torrance, aprirono il fuoco sul retro di un Toyota Tacoma contro le due persone che si trovavano all'interno, Emma Hernandez di 71 anni e sua figlia Margie Carranza di 47, mentre stavano consegnando giornali per il Los Angeles Times. Il veicolo, secondo gli agenti, era uscito dall'autostrada e si era diretto verso la residenza dell'agente, fu confuso per il Nissan Titan grigio di Dorner, e procedeva a fari spenti. La signora Hernandez venne colpita alla schiena e Carranza alla mano. Il loro avvocato affermò che la polizia "non aveva idea di chi fosse a bordo di quel veicolo" quando aprì il fuoco e che nessuna delle vittime da lui assistite né tanto meno il loro veicolo corrispondeva alle descrizioni fornite. Le due donne dichiararono di non aver ricevuto alcun avvertimento prima che la polizia aprisse il fuoco contro di loro.Un vicino delle due donne confermò che il veicolo era utilizzato per la consegna dei giornali e i fari erano spenti per non svegliare il quartiere. Le due donne, nonostante le ferite, sopravvissero. La polizia di Los Angeles avviò un'indagine interna sulla sparatoria commessa da più agenti. Secondo il loro avvocato, Glen Jonas, nel veicolo furono trovati 102 fori di proiettili. La polizia di Los Angeles rifiutò di confermare il numero totale di agenti coinvolti o quanti proiettili furono sparati e se furono dati avvertimenti verbali alle donne prima dell'inizio della sparatoria.

### La seconda sparatoria contro David Perdue
Circa 25 minuti dopo il primo incidente, gli agenti del dipartimento di polizia di Torrance aprirono il fuoco su un altro veicolo. Come la prima sparatoria, venne coinvolto un veicolo che la polizia affermò essere somigliante alla descrizione di quello di Dorner, ma in seguito si scoprì essere un Honda Ridgeline nero guidato da un maschio bianco, David Perdue. La vittima venne assalita mentre si stava recando in spiaggia per fare surf la mattina presto prima del lavoro. Un'auto della polizia del dipartimento di Torrance tamponò volontariamente il pick-up di Perdue, in seguito alla manovra gli agenti aprirono il fuoco. L'uomo non venne colpito da nessuno dei proiettili, ma secondo quanto riferito, subì lesioni a causa dell'impatto dell'auto. La polizia affermò che il veicolo di Perdue "corrispondeva alla descrizione" di quello appartenente a Dorner.

### Pagamento di risarcimenti
Nell'aprile 2013 il dipartimento di polizia di Los Angeles pagò un risarcimento di 4,2 milioni di dollari a Margie Carranza ed Emma Hernandez. La città di Torrance offrì un risarcimento di 500.000 dollari a David Perdue per aver speronato il suo pick-up e per aver aperto il fuoco contro di lui. Perdue rifiutò l'offerta, il caso venne portato davanti ai giudici, concludendosi con un risarcimento di 1,8 milioni di dollari.

### Violazione delle norme sull'uso della forza
Il 4 febbraio 2014 il capo della polizia di Los Angeles, Charlie Beck, annunciò che otto agenti di polizia avevano violato le direttive in vigore nel dipartimento per l'uso della forza e per questo sarebbero stati ripresi disciplinarmente. I richiami che gli agenti avrebbero ricevuto, come detto da Beck, non avrebbero potuto essere rivelati al pubblico, secondo le regole del dipartimento, ma non avrebbero affrontato un processo penale.

## Ricompensa
Il 10 febbraio il sindaco Antonio Villaraigosa annunciò una ricompensa di un milione di dollari per informazioni che portassero alla cattura di Dorner e, poiché i termini dell'offerta non furono redatti con cura, i giudici dovettero decidere in seguito come dividere la ricompensa. Alla fine venne divisa in quattro modi, con 800 000 dollari assegnati a James e Karen Reynolds, che furono legati da Dorner nella loro cabina di Big Bear prima che egli rubasse il loro veicolo, 150 000 dollari a Daniel McGowan e 50 000 dollari al signor McDaniel.

## Proteste contro il LAPD
Varie proteste si scatenarono online contro la polizia di Los Angeles e una presso il quartier generale della polizia il 16 febbraio 2013. I manifestanti dichiararono di protestare contro il modo in cui era stato gestito il licenziamento di Dorner, accusarono il dipartimento per la spericolata sparatoria di civili durante la caccia all'uomo e di aver appiccato l'incendio della baita volontariamente.